# Nojevi
Struthio je rod ptica iz reda nojevki, u kojem je noj (Struthio camelus) jedina živuća vrsta. Nekad je uključivao emue, nandue i kazuare, sve dok oni nisu razdvojeni u svoje vlastite rodove. 

## Vrste
- †Struthio coppensi (rani miocen u Elizabethfeldu, Namibija).
- †Struthio linxiaensis (Liushu kasni miocen u Yangwapuzijifangu, Kina).
- †Struthio orlovi (kasni miocen u Moldaviji).
- †Struthio karingarabensis (kasni miocen - rani pliocen na jugozapadu i središnjem istoku Afrike).
- †Struthio kakesiensis (Laetolil rani pliocen u Laetoliju, Tanzanija).
- †Struthio wimani (rani pliocen u Kini i Mongoliji)
- †Struthio daberasensis (rani - srednji pliocen u Namibiji).
- †Struthio brachydactylus (pliocen u Ukrajini).
- †Struthio chersonensis (pliocen jugoistoka Europe i zapadnog dijela središnje Azije).
- †Struthio asiaticus, azijski noj (rani pliocen - rani pleistocen središnje Azije)
- †Struthio dmanisensis, divovski noj (kasni pliocen/rani pleistocen u Dmanisiu, Gruzija)
- †Struthio oldawayi (rani pleistocen Tanzanije) - vjerojatno podvrsta noja.
- †Struthio anderssoni
- Struthio camelus, noj, postojeća vrsta
  - Struthio camelus molybdophanes, somalijski noj
  - †Struthio camelus syriacus, arapski noj

Fosilni zapisi i ostaci ljuske jajeta pokazuju da su preci ovog roda živjeli prije oko 50-48 milijuna godina u azijskim stepama, kao male ptice neletačice. Prije oko 12 milijuna godina evoluiraju u velike ptice s kojima su ljudi upoznati.